# Tekija
 Ovo je glavno značenje pojma Tekija. Za druga značenja pogledajte Tekija (razdvojba).
Tekija je bogomolja u kojoj se okupljaju, borave i vrše vjerske obrede derviši (sufije).
U Bosni i Hercegovini pojavljuju se dolaskom islama u 15. stoljeću, iako su neke izgrađene i prije dolaska Osmanlija poput Mevlevijske tekije na Bembaši koju je izgradio Isa-beg Isaković 1461. godine. Riječ tekija je perzijskog porijekla: tekke.
Tekije su građene na ulazu u grad odnosno kasabu i često su predstavljale prvi izgrađeni objekt. Gradili su ih derviši, najčešće šejhovi. Služile su i kao mjesta za odmor ili prenoćište za putnike namjernike.
Neke od poznatijih tekija u Bosni i Hercegovini su tekija na vrelu Bune u Blagaju i Hadži Sinanova tekija u Sarajevu, kao i tekija u Kaćunima.
Od pada Bosanske Kraljevine do danas podignuto je više od četrdeset tekija. Evlija Čelebija piše i o većem broju. Pripadale su mevlevijskom, kadirijskom, nakšibendijskom, rifajitskom i halvetijskom tarikatu.